# Acartophthalmus bicolor
Acartophthalmus bicolor is een vliegensoort uit de familie van de Acartophthalmidae. De wetenschappelijke naam van de soort is voor het eerst geldig gepubliceerd in 1910 door Oldenberg.